# Cengage
Cengage es una empresa norteamericana de pedagogía, contenidos, tecnología, y servicios para educación superior, K-12, profesional, y mercado librero. Opera en más de 30 países en el mundo.

## Información
La compañía, con base en Boston, Massachusetts, tiene aproximadamente 5,000 empleados a nivel mundial a lo largo de 38 países.  Hasta abril de 2014 operaba desde Stamford, Connecticut.
Gale es la división de investigación docente y referencia de Cengage. La división crea y mantiene bases de datos que distribuye de manera en línea, impresa y en microformato.

## Historia
The Thomson Corporation entró al negocio editorial al adquirir Wadsworth Publishing en 1979. 
- En 1981, Thomson adquirió la división editorial de Litton Industries, incluyendo Van Nostrand Reinhold & Delmar.[7]
- Thomson adquirió la casa editorial  Gale en 1985.[8]
- Thomson adquirió South-Western Publishing a Scott Foresman en 1986.[9]
- En 1992, Thomson adquirió Course Technology.[10]
- En 1995, Thomson adquirió editorial Peterson's.[11]
- En 1997, Van Nostrand Reinhold fue vendido a John Wiley & Son.[12]

En el año 2000, Thomson Learning fue creado de una reestructuración de International Thomson Publishing. Ese mismo año Thomson adquirió la unidad de educación superior de Harcourt de Reed Elsevier.
El 25 de octubre de 2006 Thomson Learning fue ofrecido a la venta por Thomson Corporation, con un valor estimado de US$5 mil millones de dólares, y fue adquirida por el consorcio de capital de riesgo Apax Partners y OMERS Capital Partners por US$7.75 mil millones de dólares, y su nombre fue cambiado a Cengage Learning el 24 de julio de 2007.
En 2007, Cengage Learning vendió Peterson's a Nelnet.
En 2011, Cengage Learning adquirió la unidad de publicaciones escolares de the National Geographic Society, y le fusionó con su propia división de enseñanza de inglés ELT business para lanzar National Geographic Learning.
La compañía, que había adquirido una gran cantidad de deuda debido a sus adquisiciones, vio bajar sus ganancias conforme el mercado de libros impresos comenzó a menguar en todo el mundo, y el 2 de julio de 2013 se declaró en bancarrota. Cengage Learning emergió de la bancarrota el primero de abril de 2014, asegurando  $1.75 mil millones de dólares en capital de salida. Después de la bancarrota, la compañía optó por enfocar esfuerzos en productos educativos digitales, y cambió sus oficinas centrales de Stamford, Connecticut a Boston.
En enero del 2015, se anunció la expansión de su programa LearnLaunch Accelerator, que ofrece capital semilla y coaching intensivo  a startups prometedoras, a la Universidad de Chihuahua en México.
En noviembre de 2016, Cengage Learning cambió su marca a simplemente Cengage. 
En mayo de 2019, Cengage anunció su posible fusión con la casa editorial, McGraw-Hill Education, el cual establecería un duopolio  en el mercado con Pearson, con Michael Hansen como CEO. Se estima que Cengage tiene el  24% del mercado mientras McGraw-Hill el 21%, Pearson, el líder actual de mercado, controla cerca del  40% y Wiley cerca del 7%.
En mayo de 2020 se anunció la cancelación de la fusión.

## Servicios
Cengage ofrece libros de texto, referencias para maestros, bases de datos de referencia, cursos de aprendizaje a distancia, herramientas para capacitación corporativa, y soluciones a la medida en formato impreso y digital.
El 5 de diciembre de 2017, Cengage anunció Cengage Unlimited, un servicio de suscripción que le permite a los estudiantes pagar por acceder a la biblioteca completa de educación superior, por semestre o por año, en vez de pagar por cada libro individualmente. El servicio comenzó a operar en el verano del 2018, y reportó estar alineado con las expectativas de ventas. La universidad de Misuri fue la primera en ofrecer este plan a todos sus estudiantes, en enero de 2019.

## Marcas filiales
La línea de productos de Cengage incluye: 4LTR Press, Aplia, Cengage Learning PTR, Chilton, Education To Go, Gale, Milady, MindTap, National Geographic Learning, y Webassign.  